# モスコス
モスコス（古希: Μόσχος, Moschos, 英: Moschus, 生没年不詳）は、紀元前2世紀頃に活躍した古代ギリシアの詩人。現在のシチリア島シラクサ出身で、同国の詩人テオクリトスやスミュルナのビオンと共にヘレニズム期を代表する牧歌詩人と称される。
ホメロスの『イリアス』や『オデュッセイア』を編纂したサモトラケのアリスタルコスを師に持ち、弟子にスミュルナのビオンを持ったとされるが定かではない。
2014年現在、モスコスの現存する詩はエピグラム数篇と、ギリシア神話に登場する最高神ゼウスが牛に変身し、美女エウローペーと逢引する神話に基づく小叙事詩『エウローペー』であるが、古代ギリシア文学研究者の高津春繁は「モスコスの作品ではない可能性が高い」と指摘しているため、確実にモスコスの作品であるとは断定できない。また『遁走するエロース』や『メガラー』を著した作者とも伝わる。
モスコスのエピグラムなどに書かれる技巧は後世の詩人に大きな影響を与え、彼の技巧を真似した詩人が多く現れた。